# Ina Müller

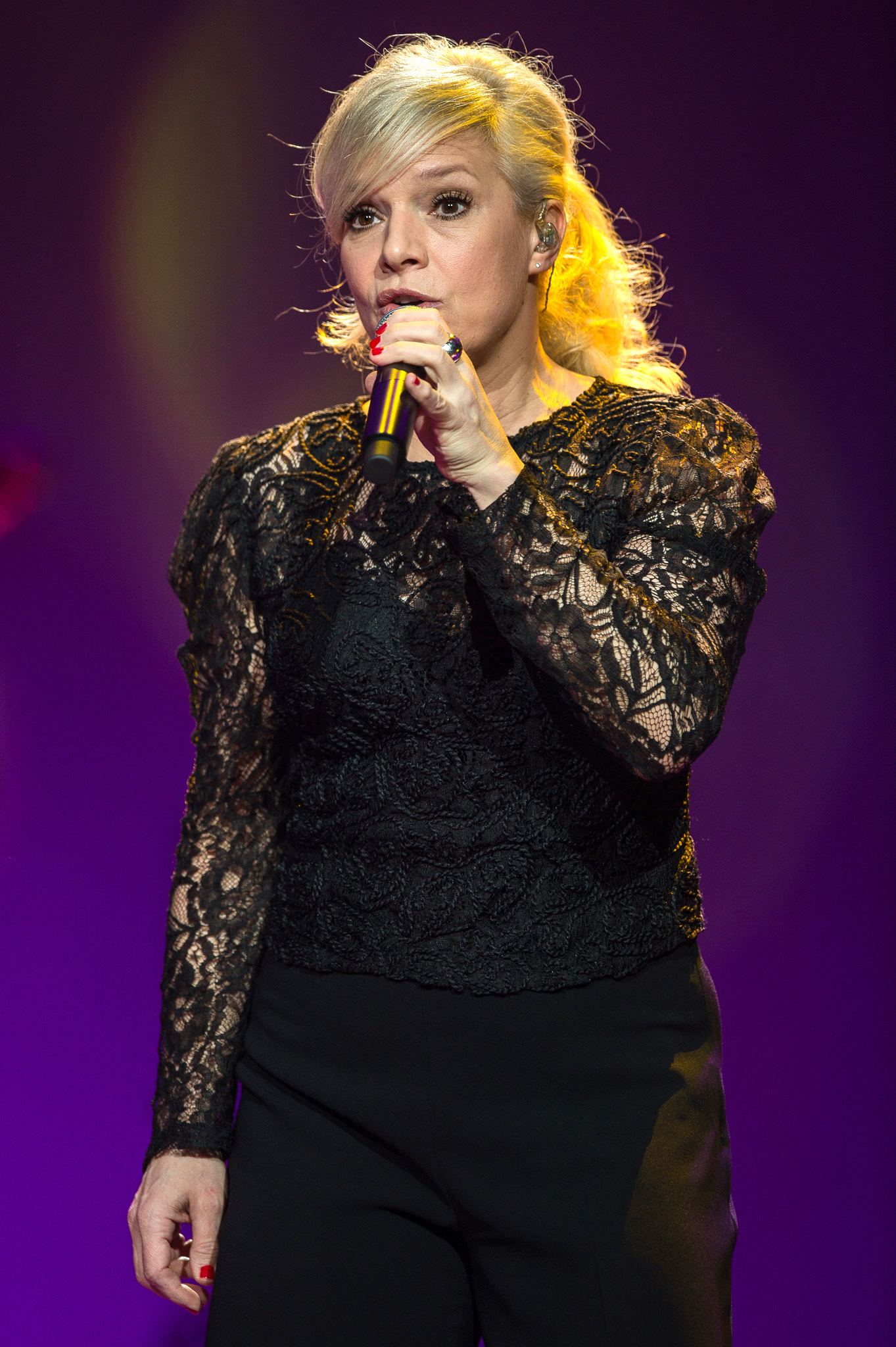
Ina Müller (2017)

Ina Müller (* 25. Juli 1965 in Köhlen) ist eine deutsche Sängerin, Musikkabarettistin, Buchautorin und Fernsehmoderatorin.

## Leben
Ina Müller wuchs als vierte von fünf Töchtern einer Bauernfamilie in Köhlen auf. Nach einer Ausbildung zur pharmazeutisch-technischen Assistentin an den Dr. von Morgenstern Schulen in Lüneburg arbeitete sie in Apotheken in Bremen-Blumenthal, Westerland auf Sylt und München.
Bekannt wurde sie durch das gemeinsam mit Edda Schnittgard 1994 gegründete Kabarett-Duo Queen Bee. Am 10. Dezember 2005 gaben sie im Bonner Pantheon ihre Abschiedsvorstellung. Seit 2002 arbeitet Ina Müller an eigenen Projekten, zunächst vor allem im Bereich der plattdeutschen Sprache.
In ihren Büchern und Liedern verschafft sie dem Plattdeutschen und seiner Kultur neuen Raum. In jüngerer Zeit schrieb und sprach Müller für die traditionsreiche niederdeutsche Sendereihe Hör mal ’n beten to im NDR-Hörfunk.
2004 hatte Ina Müller einen Gastauftritt in der ARD-Serie Großstadtrevier. Im Februar 2006 startete sie ihr zweites Soloprogramm: Ina Müller liest und singt op Platt. Im NDR hatte sie eine Show mit dem Titel Land & Liebe und moderierte von 2005 bis 2008 Inas Norden. Außerdem absolvierte sie Gastauftritte in verschiedenen NDR-Sendungen. Ab Herbst 2006 ging Ina Müller mit Band unter dem Thema Weiblich, ledig, 40 auf Tour. Die Texte ihrer Lieder verfasst sie regelmäßig selbst, wobei sie mit Frank Ramond zusammenarbeitet, der u. a. auch für Annett Louisan schreibt und für Roger Cicero schrieb.
Seit 2007 moderiert sie im NDR ihre Late-Night-Show Inas Nacht, für die sie u. a. 2008 den Deutschen Fernsehpreis, 2009 den Deutschen Comedypreis und 2010 den Grimme-Preis erhielt. Ab November 2009 fand die Erstausstrahlung ihrer Late-Night-Show am Donnerstagabend im Ersten und seit September 2011 am Samstagabend statt.
Im Februar 2009 moderierte sie im Ersten die Galasendung zu Heinz Erhardts 100. Geburtstag. Seit Oktober 2009 strahlte der NDR zusätzlich das Format Stadt, Land, Ina! aus, in dem Ina Müller über Kurioses und Alltägliches aus Norddeutschland berichtet. Als Gast war Müller bereits in zahlreichen Shows zu sehen, darunter an der Seite von Sterne-Koch Johann Lafer in der ZDF-Sendung Lafer! Lichter! Lecker! oder bei Jürgen von der Lippes Was liest du? im WDR. Zudem nahm sie an der RTL-Fernsehsendung Wer wird Millionär?, ausgestrahlt am 18. November 2010 teil, in der sie 125.000 Euro für den RTL-Spendenmarathon gewann.
Am 12. Januar 2011 wurde Ina Müller die Ehrenbürgerschaft ihres Geburtsorts Köhlen bei Bremerhaven verliehen, weil sie auf besondere Weise ihr Heimatdorf und die plattdeutsche Sprache repräsentiert.
Dort spielte sie früher in der Fußball-Landesliga beim SV Rot-Weiß, im Landkreis Cuxhaven.
Am 22. März 2011 moderierte sie für die ARD die 20. Echo-Verleihung. Am 22. März 2012 moderierte sie wieder den Echo, gemeinsam mit Barbara Schöneberger. Am 11. Mai 2011 wurde sie neben der Juli-Frontfrau Eva Briegel, der Frida-Gold-Sängerin Alina Süggeler, dem Musikmanager Gerd Gebhardt und dem Bayern-3-Musikchef Edi van Beek in die Fach-Jury des Eurovision Song Contest 2011 berufen. Sie präsentierte auch die deutsche Punktevergabe.
Am 22. März 2012 erhielt sie bei der Echo-Gala gleich zwei Echos, nachdem sie in den Jahren zuvor fünfmal nominiert worden war. Außerdem sang sie mit Ivy Quainoo, Aura Dione, Caro Emerald und Dionne Bromfield zu Ehren von Amy Winehouse den Song Valerie. 2014 wurde Ina Müller für das Album 48 erneut mit dem Echo als beste nationale Pop-/Rockkünstlerin ausgezeichnet. Im November 2014 war sie bei der deutschen Variante zum 30-jährigen Jubiläum von Band Aid dabei.
Im Jahr 2015 bekam Müller, bereits mehrfach mit Gold ausgezeichnet, für ihre CD 48 eine Platin-Auszeichnung. Außerdem wurde sie 2015 für den Echo nominiert. Im Januar 2015 war Müller in der Sendung Durch die Nacht mit … zu sehen, in der sie zusammen mit Sarah Connor einen Abend in Barcelona verbringt. Im März 2015 nahm sie an der österreichischen Satire-Talkshow Wir sind Kaiser teil.
Im September 2015 war sie in Bülent Ceylans RTL-Show Bülent & seine Freunde zu sehen. Außerdem blickte sie zusammen mit Bjarne Mädel in einer TV-Show auf 50 Jahre NDR zurück. Zu diesem Anlass drehte sie außerdem gemeinsam mit Detlev Buck mehrere neue Das-Beste-am-Norden-Spots für den NDR und war damit erneut in kurzen Schauspielrollen zu sehen. Für Buck hatte Müller auch bereits 2014 in dessen Verfilmung von Bibi und Tina 2 eine kleine Rolle übernommen. Ende September 2015 übernahm sie in der Show Ich mach dir den Hof, die im NDR gezeigt wurde, für sieben Tage einen Bauernhof.
Am 6. April 2017 wurde Ina Müller erneut mit dem Echo/Künstlerin Pop National ausgezeichnet – ihrem insgesamt vierten Echo.
Am 21. Juni 2018 hat sie den Paul-Lincke-Ring der Stadt Goslar verliehen bekommen.
Für die Moderation des Deutschen Computerspielpreises 2019 wurde sie in mehreren deutschen Medien kritisiert, sie habe – nach der Verleihung im Vorjahr, die von Barbara Schöneberger „mit altbackenen Witzen“ moderiert worden sei – „noch [die] Luft nach unten“ genutzt.
Ina Müller war von 2011 bis 2023 mit dem Sänger Johannes Oerding liiert. Oerding war zuvor als Gast in ihrer Sendung und im Vorprogramm auf ihrer Tour aufgetreten.
Ina Müller lebt in Hamburg-St. Georg.

## Filmografie

### Fernsehen
- 2004: Schöne Frauen (Roadmovie/Komödie)
- 2004: Großstadtrevier (Gastrolle, Fernsehserie, Das Erste)
- 2005–2008: Inas Norden (Moderation, Reisedokumentation, NDR)
- 2005–2007: Land & Liebe (Moderation, Datingsendung, NDR)
- seit 2007: Inas Nacht (Moderation, Late-Night-Show, Das Erste/NDR)
- 2007, 2012: Zimmer frei! (WDR)
- 2008: Lafer! Lichter! Lecker! (Kochshow, ZDF)
- 2008: Was liest du? (WDR)
- 2009: Stadt, Land, Ina! (Moderation, Dokumentation NDR, 6 Folgen)[13]
- 2010: Wer wird Millionär? (Kandidatin, Quizshow RTL)
- 2011: 20. Echo-Verleihung (Moderation, Das Erste)
- 2011: Eurovision Song Contest 2011 (Jurymitglied, Punktesprecherin, Das Erste)
- 2012: Echoverleihung (Co-Moderation, Das Erste)
- 2012: Das Star Quiz mit Kai Pflaume (Kandidatin, Quizshow Das Erste)
- 2013: 5 gegen Jauch (Kandidatin, Quizshow RTL)
- 2015: Durch die Nacht mit … (ARTE)
- 2015: Wir sind Kaiser (Satire-Talkshow, ORF)
- 2015: Quizduell (Kandidatin, Quizshow, Das Erste)
- 2015: Die Müller und der Mädel glotzen TV (Rückblick auf 50 Jahre NDR)
- 2015: Bülent & seine Freunde (Comedyshow, RTL)
- 2015: Ich mach dir den Hof (Dokusoap, NDR)
- 2017, 2019: Wer weiß denn sowas? (Kandidatin, Quizshow Das Erste)
- 2017: Die Geschichte eines Abends (Anarchischer Doku-Talk mit Dirk Stermann, NDR)
- 2018: Mensch Jürgen! von der Lippe wird 70 (Gast, Das Erste)
- 2018: LUKE! Das Jahr und ich 2018 (Gast, Sat.1)
- seit 2018: Inas Reisen (Moderation, Reisedokumentation, NDR)
- 2020: Klein gegen Groß – Das unglaubliche Duell (Gast, Das Erste)
- 2020: Hirschhausens Quiz des Menschen (Gast, Das Erste)
- 2021: Wer weiß denn sowas? (Gast, Das Erste)
- 2021: Mälzer und Henssler liefern ab! (Gast, Vox)
- 2024: LOL: Last One Laughing (Kandidatin, Prime Video)
- 2024: Eurovision Song Contest 2024 (deutsche Punktesprecherin, Das Erste)
- 2025: Ina Müller. Laut und Leise - Ein Porträt (Das Erste)

### Kino
- 2014: Bibi & Tina: Voll verhext! (Gastrolle)[14]

## Diskografie

### Solokarriere
Studioalben

| Jahr | Titel Musiklabel                                | Höchstplatzierung, Gesamtwochen, AuszeichnungChartplatzierungen (Jahr, Titel, Musiklabel, Platzierungen, Wochen, Auszeichnungen, Anmerkungen) | Höchstplatzierung, Gesamtwochen, AuszeichnungChartplatzierungen (Jahr, Titel, Musiklabel, Platzierungen, Wochen, Auszeichnungen, Anmerkungen) | Höchstplatzierung, Gesamtwochen, AuszeichnungChartplatzierungen (Jahr, Titel, Musiklabel, Platzierungen, Wochen, Auszeichnungen, Anmerkungen) | Anmerkungen                                                 |
| Jahr | Titel Musiklabel                                | DE | AT | CH | Anmerkungen                                                 |
| ---- | ----------------------------------------------- | --- | --- | --- | ----------------------------------------------------------- |
| 2004 | Das große Du Traumton Records (Indigo)          | — | — | — | Erstveröffentlichung: 21. Juni 2004                         |
| 2006 | Weiblich, Ledig, 40 105music (Sony BMG)         | DE26 ×3Dreifachgold · (37 Wo.)DE | — | — | Erstveröffentlichung: 13. Oktober 2006 Verkäufe: + 300.000  |
| 2008 | Liebe macht taub 105music (Sony BMG)            | DE6 Platin · (44 Wo.)DE | — | — | Erstveröffentlichung: 28. März 2008 Verkäufe: + 200.000     |
| 2009 | Die Schallplatte – nied opleggt 105music (Sony) | DE13 Gold · (13 Wo.)DE | — | — | Erstveröffentlichung: 30. Oktober 2009 Verkäufe: + 100.000  |
| 2011 | Das wär dein Lied gewesen 105music (Sony)       | DE2 Platin · (44 Wo.)DE | AT24 (2 Wo.)AT | CH90 (1 Wo.)CH | Erstveröffentlichung: 18. Februar 2011 Verkäufe: + 200.000  |
| 2013 | 48 105music (Sony)                              | DE3 Platin · (37 Wo.)DE | AT22 (3 Wo.)AT | CH52 (1 Wo.)CH | Erstveröffentlichung: 25. Oktober 2013 Verkäufe: + 200.000  |
| 2016 | Ich bin die Columbia Records (Sony)             | DE4 Gold · (28 Wo.)DE | AT21 (2 Wo.)AT | CH41 (2 Wo.)CH | Erstveröffentlichung: 28. Oktober 2016 Verkäufe: + 100.000  |
| 2020 | 55 Columbia Records (Sony)                      | DE2 Gold · (23 Wo.)DE | AT17 (3 Wo.)AT | CH23 (3 Wo.)CH | Erstveröffentlichung: 20. November 2020 Verkäufe: + 100.000 |

### Mit Queen Bee
Studioalben
- 1996: Die eine singt, die andere auch
- 1998: Wenn Du aufhörst, fang ich an
- 2000: Freundinnen
- 2002: Volle Kanne Kerzenschein
- 2005: Abseits ist, wenn keiner pfeift

## Auszeichnungen
- 2000

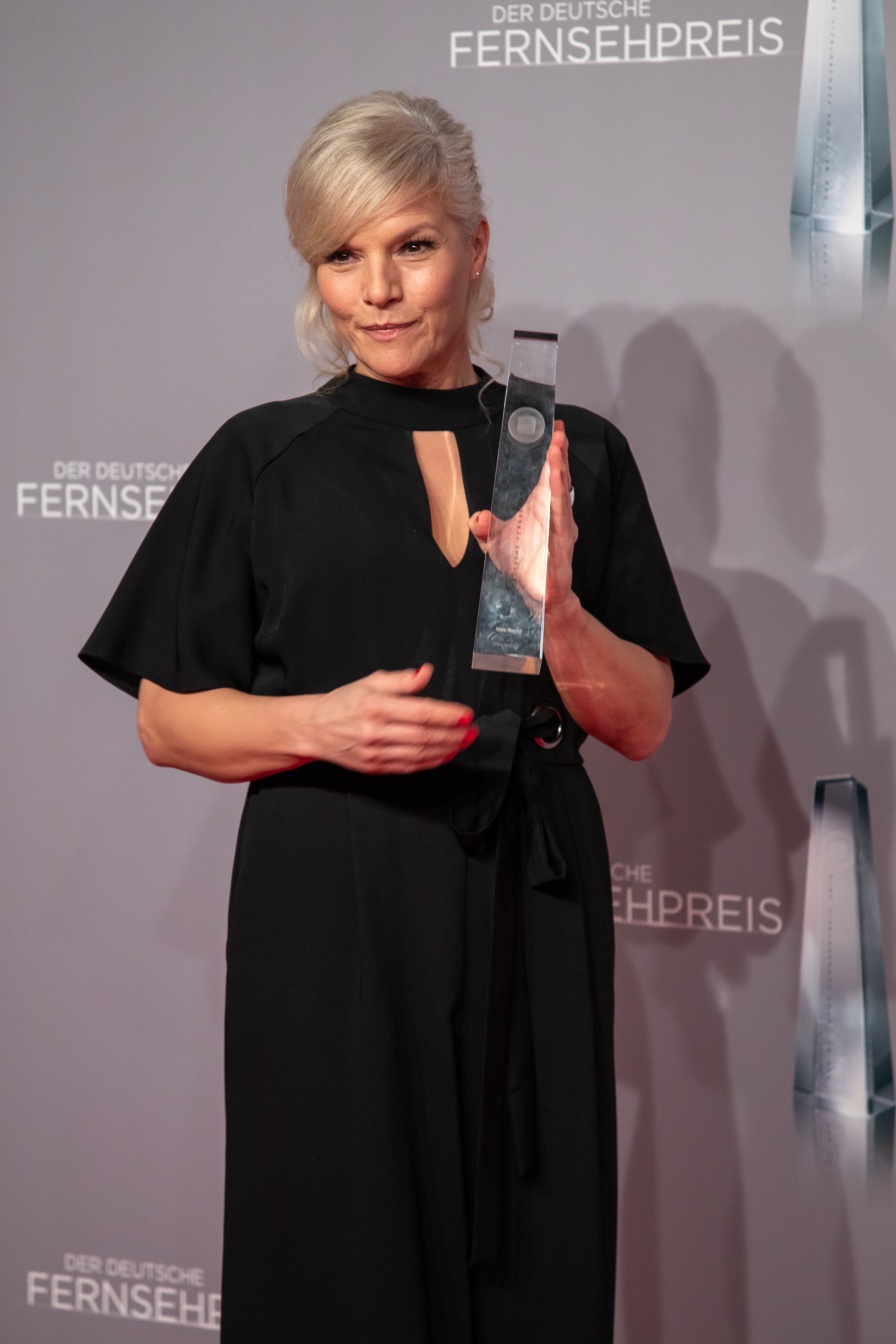
Ina Müller mit dem Deutschen Fernsehpreis ausgezeichnet, 2019

  - Mindener Stichling – Gruppenpreis (mit Queen Bee)
- 2001
  - Deutscher Kleinkunstpreis in der Sparte Chanson / Lied / Musik mit „Queen Bee“
  - Niederdeutscher Literaturpreis der Stadt Kappeln
- 2002
  - Garchinger Kleinkunstmaske mit Queen Bee
- 2006
  - Heinrich-Schmidt-Barrien-Preis
- 2008
  - Deutscher Fernsehpreis in der Kategorie Beste Moderation Late Night für „Inas Nacht“
- 2009
  - Goldener Prometheus in der Kategorie Newcomer des Jahres 2008 für „Inas Nacht“
  - Goldene Henne in der Kategorie Aufsteigerin des Jahres 2009
  - Deutscher Comedypreis in der Kategorie Beste Late Night Show für „Inas Nacht“
- 2010
  - Grimme-Preis in der Kategorie Unterhaltung für „Inas Nacht“
  - Friedestrompreis des Internationalen Mundartarchivs „Ludwig Soumagne“[15]
- 2011
  - Ehrenbürgerschaft ihres Heimatortes Köhlen[2]
  - Botschafterin des Bieres
- 2012
  - ECHO in den Kategorien Medienpartner des Jahres und Künstlerin Rock/Pop National
- 2014
  - ECHO in der Kategorie Künstlerin Rock/Pop National
- 2016
  - Radio Regenbogen Award – „Medienfrau 2015“
- 2017
  - ECHO in der Kategorie Künstlerin Pop National
- 2018
  - Paul-Lincke-Ring[16]
- 2019
  - Deutscher Fernsehpreis in der Kategorie Beste Unterhaltung Late Night für „Inas Nacht“
- 2021
  - Tegtmeiers Erben (Ehrenpreis)[17]
- 2023
  - Ehrenpreis der Berliner Kabarett-Bühne Die Wühlmäuse im Rahmen der Veranstaltung Das große Kleinkunstfestival.[18]